# The Stone Roses (album)
Albums de The Stone Roses
Turns into Stone
(1992)
The Stone Roses est le premier album des Stone Roses, produit par John Leckie et paru le 2 mai 1989. Il fait partie des 1001 albums qu'il faut avoir écoutés dans sa vie. Il s'agit donc d'un des albums majeur de la pop britannique. Classé dans les 500 meilleurs albums de tous les temps selon le magazine Rolling Stone.

## Historique
Basés à Manchester, où était centré le mouvement musical dit de Madchester, les Stone Roses se sont formés en 1983. Entre leur formation et la sortie de leur premier album, le groupe avait connu différents noms et formations, essayant différents sons, et a sorti plusieurs singles sur plusieurs labels différents. Ils ont enregistré leur premier album éponyme avec John Leckie, un producteur qui avait travaillé avec Pink Floyd sur Meddle (1971). L'enregistrement a eu lieu principalement aux Battery Studios à Londres, avec des sessions supplémentaires aux studios Konk à Londres, aux Coconut Grove Studios à Stockport et aux Rockfield Studios au Pays de Galles. Leckie a déclaré que le groupe avait « très bien répété » et qu'ils « ne semblaient pas ressentir de pression autre que le fait qu'ils étaient un groupe qui faisait son premier album et ne voulait pas perdre l'occasion de le faire bien. Alors là il n'y avait aucune pression pour faire leurs preuves — ils savaient qu'ils étaient bons. ».

## Analyse musicale
Selon les écrivains Sean Sennett et Simon Groth, les Stone Roses « ont pratiquement inventé » le mouvement Madchester et « ont construit un modèle pour la Brit-pop » avec leur premier album. Le disque a été associé à la culture rave et à la musique de danse, bien qu'Angus Batey de The Quietus ait soutenu qu'il s'agissait d'un album de Jangle Pop inspiré des années 1960 avec peu ou pas d'influence des rythmes ou des grooves de danse, à l'exception de Fools Gold. Selon Stephen Thomas Erlewine d'AllMusic, la section rythmique du bassiste Mani et du batteur Reni jouait d'une manière qui évoquait simplement des rythmes de danse, tandis que Ian Brown chantait sans passion des paroles exprimant des sentiments arrogants tels que I Wanna Be Adored et I Am the Resurrection. De l'avis du critique de Spin Andrew Unterberger, cela ressemblait plus à « un exercice de classicisme rock », avec des mélodies accessibles comme celles des Beatles et des guitares résonnantes similaires aux Byrds, ainsi que « l'humour effronté (et typiquement britannique) des Smiths » et « l'arrogance auto-réalisatrice des Sex Pistols ». La mélodie de la chanson Elizabeth My Dear s'approprie à la ballade traditionnelle anglaise Scarborough Fair.

## Pochette
Comme pour la plupart des parutions de Stone Roses, la pochette affiche une œuvre du guitariste du groupe John Squire, dans ce cas une pièce influencée par Jackson Pollock intitulée Bye Bye Badman, qui fait référence aux émeutes de mai 1968 à Paris. La pochette a été nommée par le magazine Q comme l'une des « 100 meilleures couvertures de disques de tous les temps ». Dans l'article d'accompagnement, Squire a déclaré : « Ian [Brown] avait rencontré ce Français alors qu'il faisait du stop en Europe, ce type avait été dans les émeutes, et il a dit à Ian comment les citrons avaient été utilisés comme antidote aux gaz lacrymogènes. Puis il y avait le documentaire — un super plan au début d'un gars qui lançait des pierres sur la police. J'ai vraiment aimé son attitude ». L'histoire a également inspiré les paroles de la chanson du même nom. La pochette arrière est basée sur la Chaussée des Géants en Irlande du Nord ; le groupe avait visité la chaussée lors d'un concert à l'université d'Ulster à Coleraine.

## Liste des chansons (Version U.K.)
Toutes les chansons sont écrites et composées par John Squire et Ian Brown.
| No  | Titre                           | Durée |
| --- | ------------------------------- | ----- |
| 1.  | I Wanna Be Adored               | 4:52  |
| 2.  | She Bangs The Drums             | 3:42  |
| 3.  | Waterfall                       | 4:37  |
| 4.  | Don't Stop                      | 5:17  |
| 5.  | Bye Bye Badman                  | 4:00  |
| 6.  | Elizabeth My Dear               | 0:59  |
| 7.  | (Song For My) Sugar Spun Sister | 3:25  |
| 8.  | Made Of Stone                   | 4:10  |
| 9.  | Shoot You Down                  | 4:10  |
| 10. | This Is the One                 | 4:58  |
| 11. | I Am the Resurrection           | 8:12  |

## Liste des chansons (Version U.S.)
Sortie le 23 juillet 1989. Toutes les chansons sont de John Squire et de Ian Brown.
| No  | Titre                                 | Durée |
| --- | ------------------------------------- | ----- |
| 1.  | I Wanna Be Adored                     | 4:52  |
| 2.  | She Bangs The Drums                   | 3:42  |
| 3.  | Elephant Stone (version UK 7" single) | 3:04  |
| 4.  | Waterfall                             | 4:37  |
| 5.  | Don't Stop                            | 5:17  |
| 6.  | Bye Bye Badman                        | 4:00  |
| 7.  | Elizabeth My Dear                     | 0:59  |
| 8.  | (Song For My) Sugar Spun Sister       | 3:25  |
| 9.  | Made Of Stone                         | 4:10  |
| 10. | Shoot You Down                        | 4:10  |
| 11. | This Is the One                       | 4:58  |
| 12. | I Am the Resurrection                 | 8:12  |

## Liste des chansons (Réédition U.S.)
Sortie en novembre 1989. Toutes les chansons sont de John Squire et de Ian Brown.
| No  | Titre                                 | Durée |
| --- | ------------------------------------- | ----- |
| 1.  | I Wanna Be Adored                     | 4:52  |
| 2.  | She Bangs The Drums                   | 3:42  |
| 3.  | Elephant Stone (version UK 7" single) | 3:04  |
| 4.  | Waterfall                             | 4:37  |
| 5.  | Don't Stop                            | 5:17  |
| 6.  | Bye Bye Badman                        | 4:00  |
| 7.  | Elizabeth My Dear                     | 0:59  |
| 8.  | (Song For My) Sugar Spun Sister       | 3:25  |
| 9.  | Made Of Stone                         | 4:10  |
| 10. | Shoot You Down                        | 4:10  |
| 11. | This Is the One                       | 4:58  |
| 12. | I Am the Resurrection                 | 8:12  |
| 13. | Fools Gold (version UK 12" single)    | 9:53  |

## Reprises
En 2018, le groupe américain King Woman reprend le morceau I Wanna Be Adored.